# Charles Bour
Pour les articles homonymes, voir Bour.
Charles Bour, né le 17 décembre 1814 à Lunéville où il meurt le 8 octobre 1881 , est un lithographe et dessinateur français.

## Biographie
Il voyage en Afrique et, à son retour, rachète la ménagerie du Duc Ossolinski en 1861, qu'il renomme L'Oasis. Il meurt en 1881 à Lunéville.

## Œuvres

Lithographies de Charles Bour
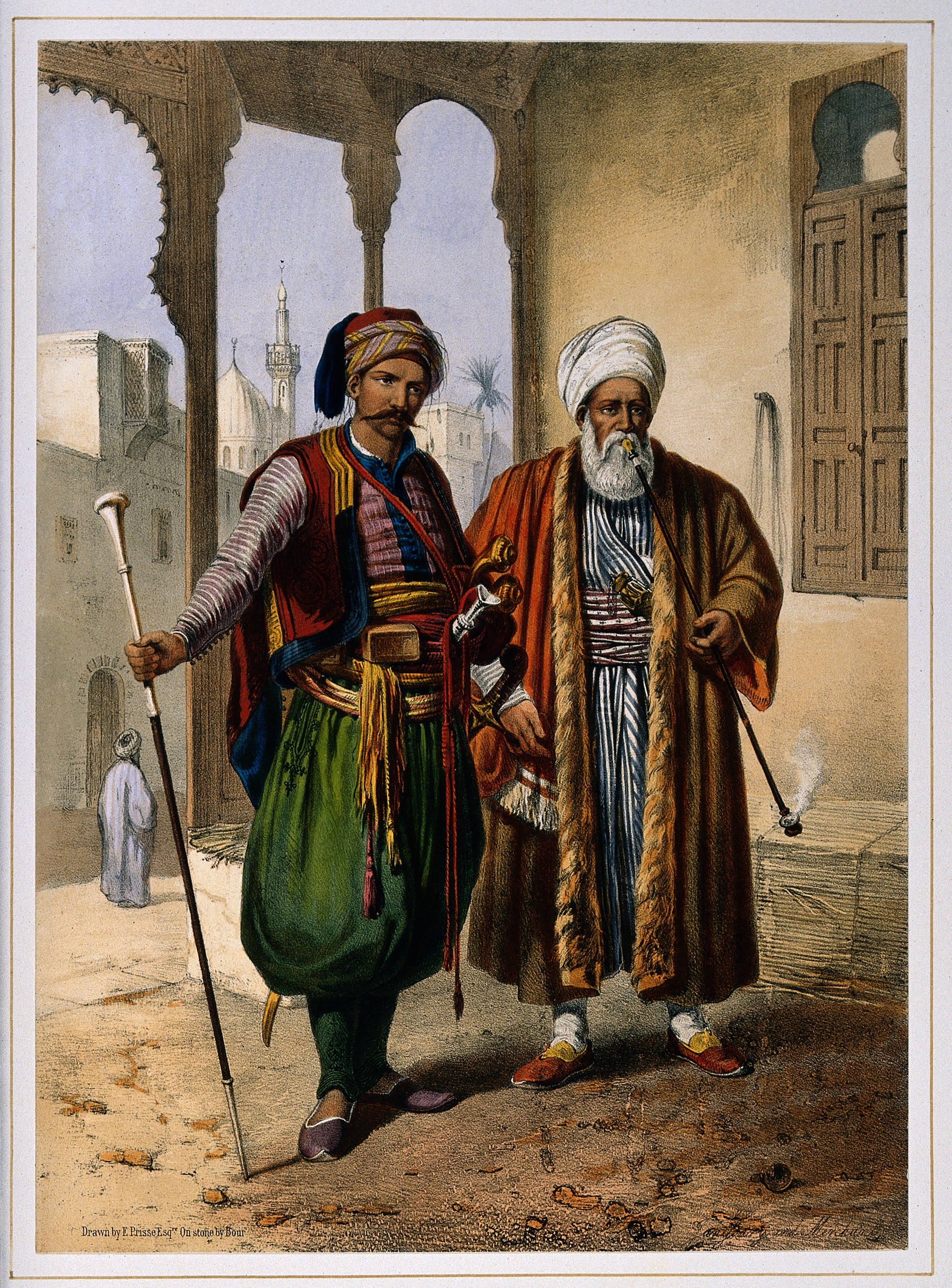
Un soldat turc et un marchand se tenant à l'extérieur pour fumer (c. 1870, Wellcome Collection).
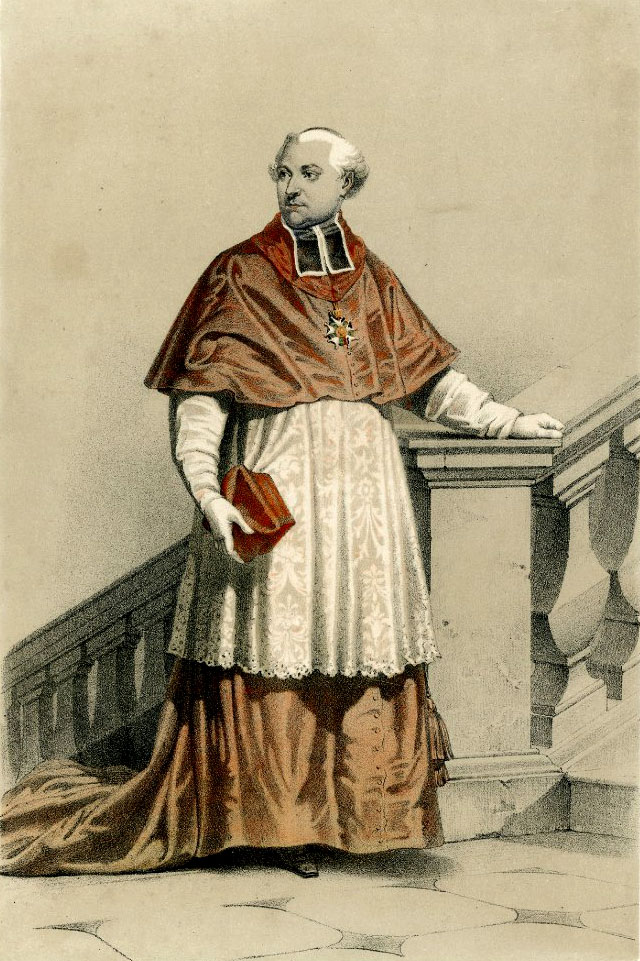
Cardinal Fesch (1851, British Museum).
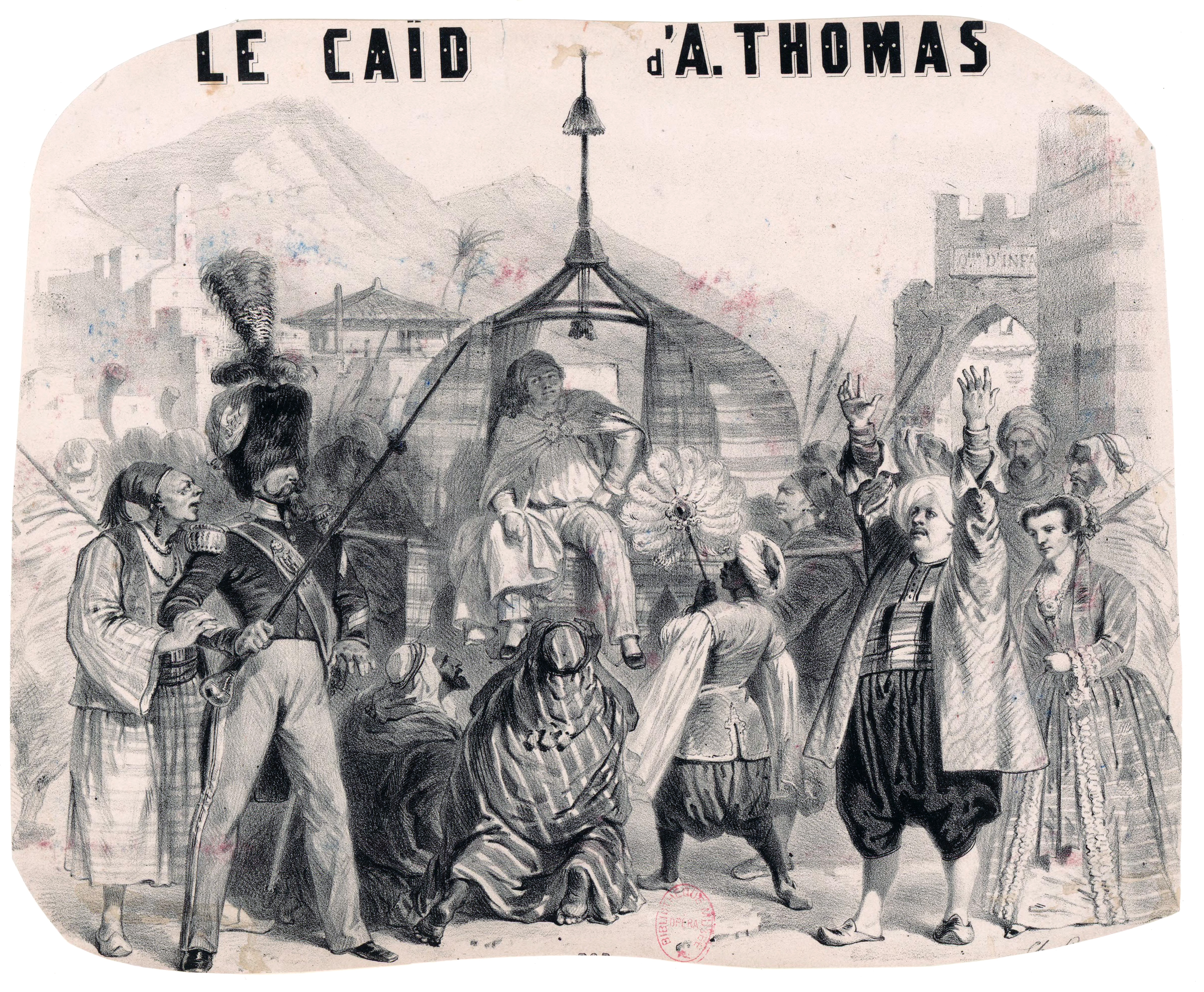
Le caïd d'Ambroise Thomas (1849, Bibliothèque nationale de France).
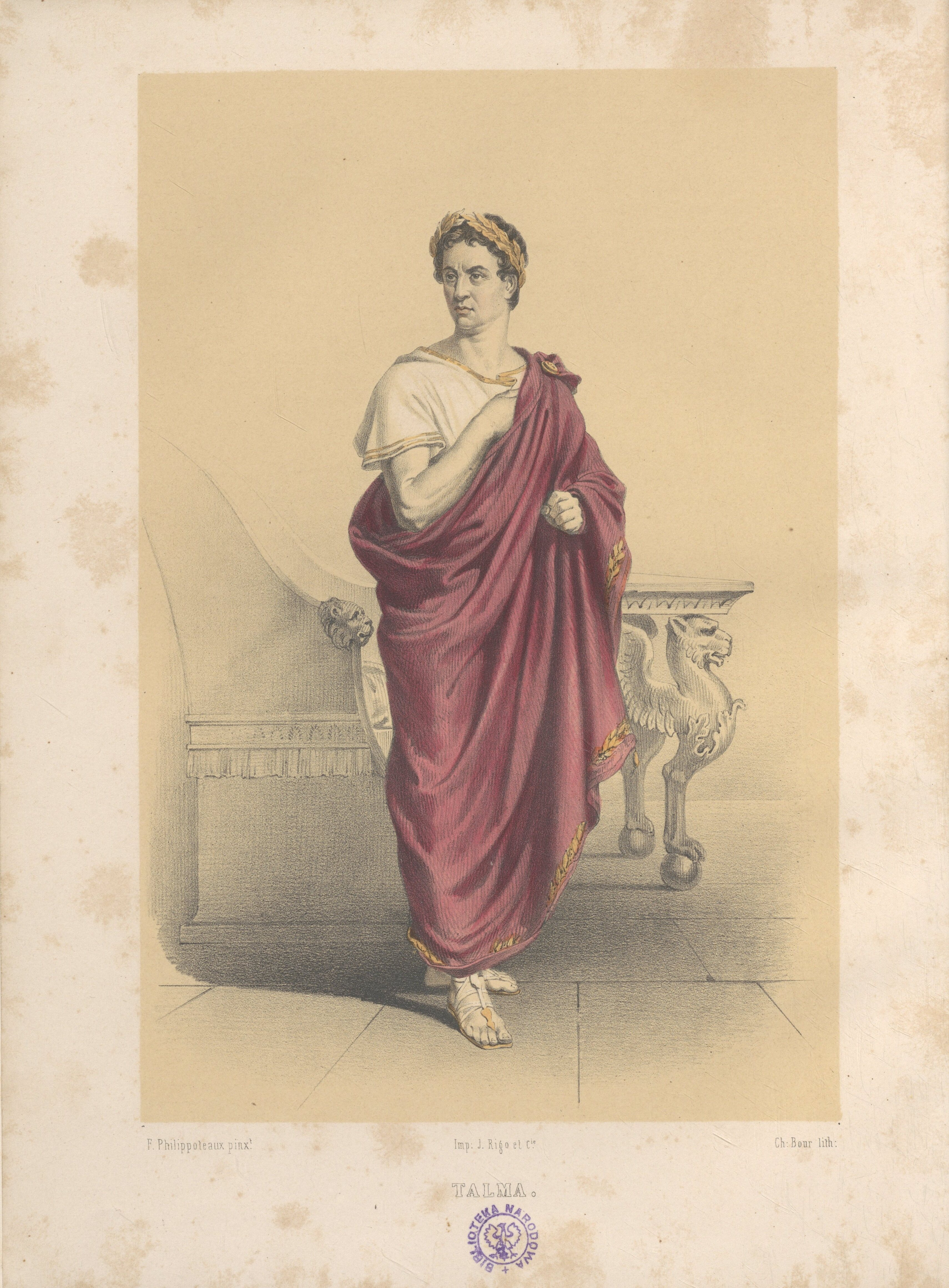
Illustration pour Le Siècle de Napoléon (1846, Bibliothèque nationale de Pologne).